# 데일리 익스프레스

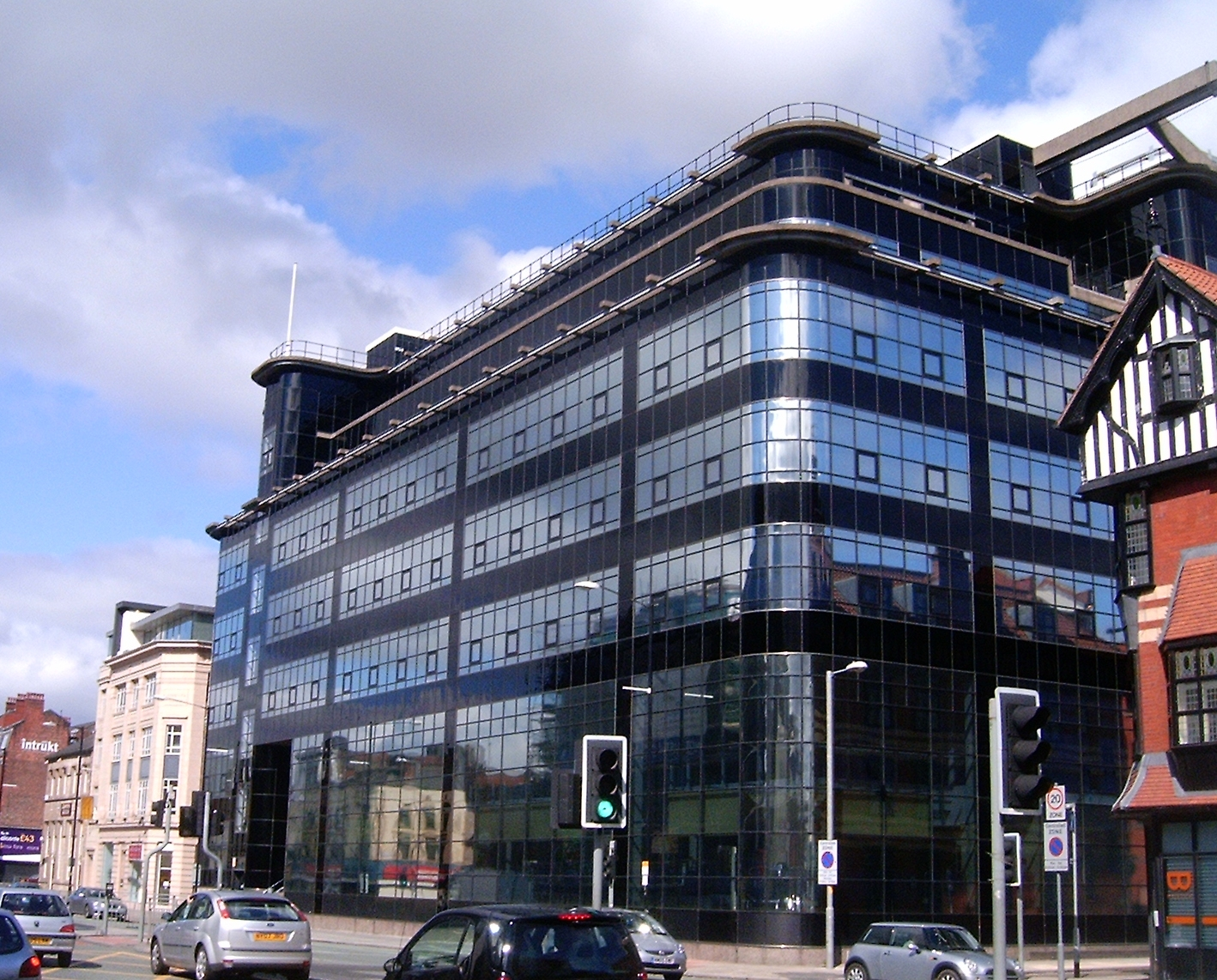

《데일리 익스프레스》(Daily Express)은 영국의 보수 성향의 타블로이드판 신문이다. 익스프레스 뉴스페이퍼사의 주력 신문이고 현재는 리차드 데스몬드가 소유하고 있다. 2008년 12월 기준, 발행부수는 728,296부이다.
익스프레스 뉴스페이퍼사의 발행신문은 《데일리 익스프레스》, 《선데이 익스프레스》(1918년 발행), 《데일리 스타》와 《데일리 스타 선데이》가 있다.

## 같이 보기
- 우익 포퓰리즘